# 윤원일 (1986년)
윤원일(1986년 10월 23일 ~ )은 대한민국의 전 축구 선수이며 선수시절 포지션은 수비수였다. 현재 대한민국 울산시민축구단 코치로 재임 중이다.

## 축구인 경력

### 선수 경력
2008 K리그 드래프트에서 1순위로 제주 유나이티드에 입단하였으며 그 해 시즌 5경기에 출전하였다. 이후에도 고질적인 무릎 부상에 시달리며 주전으로 올라서는 데 어려움을 겪다가 2013년 대전 시티즌으로 임대 이적하였으며, 성남 일화 원정경기서 골을 기록하며 데뷔골을 기록하였다. 2014년 대전 시티즌으로 완전 이적하였고, 2014 시즌 대전의 주장으로 선임되어 팀이 1부 리그로 승격하는 데 공헌하였다. 하지만 다시 부상에 발목을 잡혔고, 2015시즌은 시즌초반 단 3경기 출전으로 일찌감치 시즌아웃을 판정받았고,다시 회복하기 어려움을 알고 2015 시즌을 끝으로 은퇴하였다.

### 지도자 경력
2016년 울산대학교 코치로 부임하였다.
2019년을 앞두고 신생팀인 K3리그의 울산 시민축구단의 코치로 부임했다.

## 수상

### 클럽

#### 대전 시티즌
- K리그 챌린지
  - 우승 1회 : 2014

### 개인

#### 대전 시티즌
- K리그 챌린지 베스트 11 (1) : 2014